# Beast of Burden
Beast of Burden is een nummer van de Britse band The Rolling Stones. Het nummer verscheen op hun album Some Girls uit 1978. Op 9 september van dat jaar werd het nummer uitgebracht als de tweede single van het album. In oktober 1983 bracht de Amerikaanse zangeres Bette Midler een cover van het nummer uit op haar album No Frills. Haar versie werd in oktober 1983 eerst in de VS en Canada op single uitgebracht en op 10 februari 1984 in Europa, Australië en Nieuw-Zeeland uitgebracht als de derde en laatste single van het album.

## Achtergrond
Beast of Burden is, net zoals de meeste nummers van The Rolling Stones, geschreven door zanger Mick Jagger en gitarist Keith Richards. Het nummer is tevens door hen geproduceerd onder de naam The Glimmer Twins. Een "beast of burden" verwijst naar een dier dat voor de mens werkt, zoals een os of een paard. De muziek en een deel van de tekst is geschreven door Richards, terwijl Jagger de lege stukken in de tekst aanvulde. Richards vertelde hierover: "Met de Stones neem je een lang nummer, speel je het en kijk je of iemand het leuk vindt. Soms negeren ze het, soms pakken ze en nemen ze het op. Na alle snelle nummers op Some Girls, kwam iedereen tot rust en genoten ze van het langzame nummer."
Jagger vertelde over Beast of Burden: "De tekst is niet per se oprecht op een persoonlijke manier. Het nummer bedelt om de ziel, het heeft een sterke houding. Het is een van die nummers waar je een melodie in je hoofd krijgt, deze in stukken breekt en er aan gaat werken; er zijn hier twee stukken die vrijwel hetzelfde zijn." In een interview in 2003 vertelde Richards: "Toen ik terugkeerde nadat ik het laboratorium had gesloten [verwijzend naar zijn drugsproblemen gedurende de jaren '70], kwam ik terug in de studio bij Mick... om te zeggen, 'Bedankt man, dat je de last hebt gedragen' - achteraf besef ik me dat ik daarom "Beast of Burden" voor hem had geschreven."
Beast of Burden werd opgenomen tussen oktober en december 1977. Hoewel er al een basistekst was geschreven voordat de band startte met de opnames, improviseerde Jagger veel regels die beter bij de zachte gitaren van Richards en Ron Wood pasten. Richards en Wood wisselen elkaar af op de gitaar - geen van hen speelt lead- of slaggitaar, maar zij spelen afwisselende noten, waarbij de een hoge noten speelt en de ander lage noten. Het nummer werd enkel als single uitgebracht in de Verenigde Staten, waar het de achtste plaats behaalde in de Billboard Hot 100. Een liveversie van het nummer, opgenomen tijdens de Amerikaanse tournee van de band in 1981, werd uitgebracht als B-kant van de single Going to a Go-Go. Het tijdschrift Rolling Stone zette het nummer op plaats 435 op hun lijst The 500 Greatest Songs of All Time.

## Versie van Bette Midler
In 1983 nam Bette Midler een cover van Beast of Burden op, die zij op haar album No Frills uit 1983 plaatste. Zij veranderde een aantal regels in het nummer zodat deze beter bij een vrouw pasten — zo werd de regel "pretty, pretty girls" veranderd naar "my little sister is a pretty, pretty girl". Alhoewel haar versie in thuisland de Verenigde Staten in het najaar van 1983 niet verder kwam dan de 71e positie in de Billboard Hot 100, behaalde de plaat begin 1984  in Europa en Oceanië wél succes. In Noorwegen en Zweden kwam de plaat tot de 2e positie, terwijl in Nieuw-Zeeland de 4e positie werd behaald.
In Nederland werd de plaat begin 1984 veel gedraaid op Hilversum 3 en werd een grote hit in de destijds drie landelijke hitlijsten op de nationale publieke popzender. De plaat bereikte de 10e positie in de Nederlandse Top 40, de 11e positie in de Nationale Hitparade en piekte op de 8e positie in de TROS Top 50. In de Europese hitlijst op Hilversum 3, de TROS Europarade, werd géén notering behaald.
In België bereikte de plaat de 15e positie in zowel de voorloper van de Vlaamse Ultratop 50 als de Vlaamse Radio 2 Top 30. In Wallonië werd géén notering behaald.

## Hitnoteringen
De noteringen in de wekelijkse hitlijsten zijn behaald door de versie van Bette Midler.

### Nederlandse Top 40
| Hitnotering: 17-03-1984 t/m 05-05-1984 | Hitnotering: 17-03-1984 t/m 05-05-1984 | Hitnotering: 17-03-1984 t/m 05-05-1984 | Hitnotering: 17-03-1984 t/m 05-05-1984 | Hitnotering: 17-03-1984 t/m 05-05-1984 | Hitnotering: 17-03-1984 t/m 05-05-1984 | Hitnotering: 17-03-1984 t/m 05-05-1984 | Hitnotering: 17-03-1984 t/m 05-05-1984 | Hitnotering: 17-03-1984 t/m 05-05-1984 | Hitnotering: 17-03-1984 t/m 05-05-1984 |
| Week                                   | 1                                      | 2                                      | 3                                      | 4                                      | 5                                      | 6                                      | 7                                      | 8                                      |                                        |
| -------------------------------------- | -------------------------------------- | -------------------------------------- | -------------------------------------- | -------------------------------------- | -------------------------------------- | -------------------------------------- | -------------------------------------- | -------------------------------------- | -------------------------------------- |
| Positie                                | 35                                     | 24                                     | 16                                     | 10                                     | 10                                     | 12                                     | 17                                     | 28                                     | uit                                    |

### Nationale Hitparade
| Hitnotering: 10-03-1984 t/m 05-05-1984 | Hitnotering: 10-03-1984 t/m 05-05-1984 | Hitnotering: 10-03-1984 t/m 05-05-1984 | Hitnotering: 10-03-1984 t/m 05-05-1984 | Hitnotering: 10-03-1984 t/m 05-05-1984 | Hitnotering: 10-03-1984 t/m 05-05-1984 | Hitnotering: 10-03-1984 t/m 05-05-1984 | Hitnotering: 10-03-1984 t/m 05-05-1984 | Hitnotering: 10-03-1984 t/m 05-05-1984 | Hitnotering: 10-03-1984 t/m 05-05-1984 | Hitnotering: 10-03-1984 t/m 05-05-1984 |
| Week                                   | 1                                      | 2                                      | 3                                      | 4                                      | 5                                      | 6                                      | 7                                      | 8                                      | 9                                      |                                        |
| -------------------------------------- | -------------------------------------- | -------------------------------------- | -------------------------------------- | -------------------------------------- | -------------------------------------- | -------------------------------------- | -------------------------------------- | -------------------------------------- | -------------------------------------- | -------------------------------------- |
| Positie                                | 33                                     | 22                                     | 18                                     | 11                                     | 11                                     | 15                                     | 18                                     | 38                                     | 47                                     | uit                                    |

### TROS Top 50
Hitnotering: 08-03-1984 t/m 03-05-1984. Hoogste notering: #8 (2 weken).

### NPO Radio 2 Top 2000
| Nummers met noteringen in de NPO Radio 2 Top 2000 | '99 | '00 | '01 | '02 | '03  | '04  | '05 | '06  | '07 | '08  | '09 | '10  | '11  | '12  | '13  | '14  | '15  | '16  | '17  | '18  | '19  | '20  | '21  | '22  | '23  |
| ------------------------------------------------- | --- | --- | --- | --- | ---- | ---- | --- | ---- | --- | ---- | --- | ---- | ---- | ---- | ---- | ---- | ---- | ---- | ---- | ---- | ---- | ---- | ---- | ---- | ---- |
| Beast of Burden (The Rolling Stones)              | -   | -   | -   | -   | 1361 | 1496 | -   | 1666 | -   | 1988 | -   | 1824 | 1749 | 1209 | 1466 | 1892 | 1521 | 1607 | 1767 | 1633 | 1690 | 1718 | 1802 | 1973 | 1978 |
| Beast of Burden (Bette Midler)                    | 521 | 459 | 346 | 595 | 751  | 547  | 571 | 782  | 756 | 650  | 899 | 825  | 1024 | 1280 | 1296 | 1105 | 1509 | 1341 | 1410 | 1837 | 1950 | 1793 | 1810 | 1997 | -    |

1. ↑  Een '-' betekent dat het nummer niet was genoteerd en een vetgedrukt getal geeft de hoogste notering van een nummer aan.
2. ↑  Deze tabel is bijgewerkt tot en met de laatste editie (2024).